# 2e Zen-Nihon Shukensen (shogi) 1948-1949
«Édition précédente (1)
2e Zen-Nihon Shukensen
Édition suivante (3)»
Le second  Zen-Nihon Shukensen est une compétition professionnelle japonaise de shogi sponsorisée par le Yomiuri Shimbun comptant pour la saison 1947-1948.
Les deux premières éditions du Zen-Nihon Shukensen furent considérées comme des titres mineurs.

## Kesshō rīgu (ligue finale)
La ligue s'est d'abord soldée par une victoire et une défaite pour chaque participant, nécessitant ainsi un second tour. Kiyoshi Hagiwara devint ainsi le second vainqueur du Zen-Nihon Shukensen.
| Joueurs          | Joueurs  | Joueurs | Hagiwara | Kimura | Masuda | Pts | Kiyoshi Hagiwara 萩原淳 |
| ---------------- | -------- | ------- | -------- | ------ | ------ | --- | ----------------------- |
| Kiyoshi Hagiwara | 萩原淳   | 1904    | XX       | 0 1    | 1 1    | 3   | Kiyoshi Hagiwara 萩原淳 |
| Yoshio Kimura    | 木村義雄 | 1905    | 1 0      | XX     | 0 1    | 2   | Kiyoshi Hagiwara 萩原淳 |
| Kōzō Masuda      | 升田幸三 | 1918    | 0 0      | 1 0    | XX     | 1   | Kiyoshi Hagiwara 萩原淳 |

## Tōnamento
| Joueurs           | Joueurs  | Joueurs |                   | Finalistes              |
| ----------------- | -------- | ------- | ----------------- | ----------------------- |
| Tatsuo Matsuda    | 松田辰雄 | 1916    | Yasuharu Oyama    | Kōzō Masuda 升田幸三    |
| Yasuharu Oyama    | 大山康晴 | 1923    | Yasuharu Oyama    | Kōzō Masuda 升田幸三    |
| Kōzō Masuda       | 升田幸三 | 1918    | Kōzō Masuda       | Kōzō Masuda 升田幸三    |
| Ichitarō Doi      | 升田幸三 | 1887    | Kōzō Masuda       | Kōzō Masuda 升田幸三    |
| Masao Tsukada     | 塚田正夫 | 1914    | Shigeyuki Matsuda | Kiyoshi Hagiwara 萩原淳 |
| Shigeyuki Matsuda | 松田茂役 | 1921    | Shigeyuki Matsuda | Kiyoshi Hagiwara 萩原淳 |
| Kiyoshi Hagiwara  | 萩原淳   | 1904    | Kiyoshi Hagiwara  | Kiyoshi Hagiwara 萩原淳 |
| Gen'ichi Ōno      | 大野源一 | 1911    | Kiyoshi Hagiwara  | Kiyoshi Hagiwara 萩原淳 |
| Yūzō Maruta       | 丸田祐三 | 1919    | Yūzō Maruta       | Yoshio Kimura 木村義雄  |
| Jirō Katō         | 加藤治郎 | 1910    | Yūzō Maruta       | Yoshio Kimura 木村義雄  |
| Yoshio Kimura     | 木村義雄 | 1905    | Yoshio Kimura     | Yoshio Kimura 木村義雄  |
| Shūya Kitadate    | 北楯修哉 | 1912    | Yoshio Kimura     | Yoshio Kimura 木村義雄  |